# Watt (geografia)

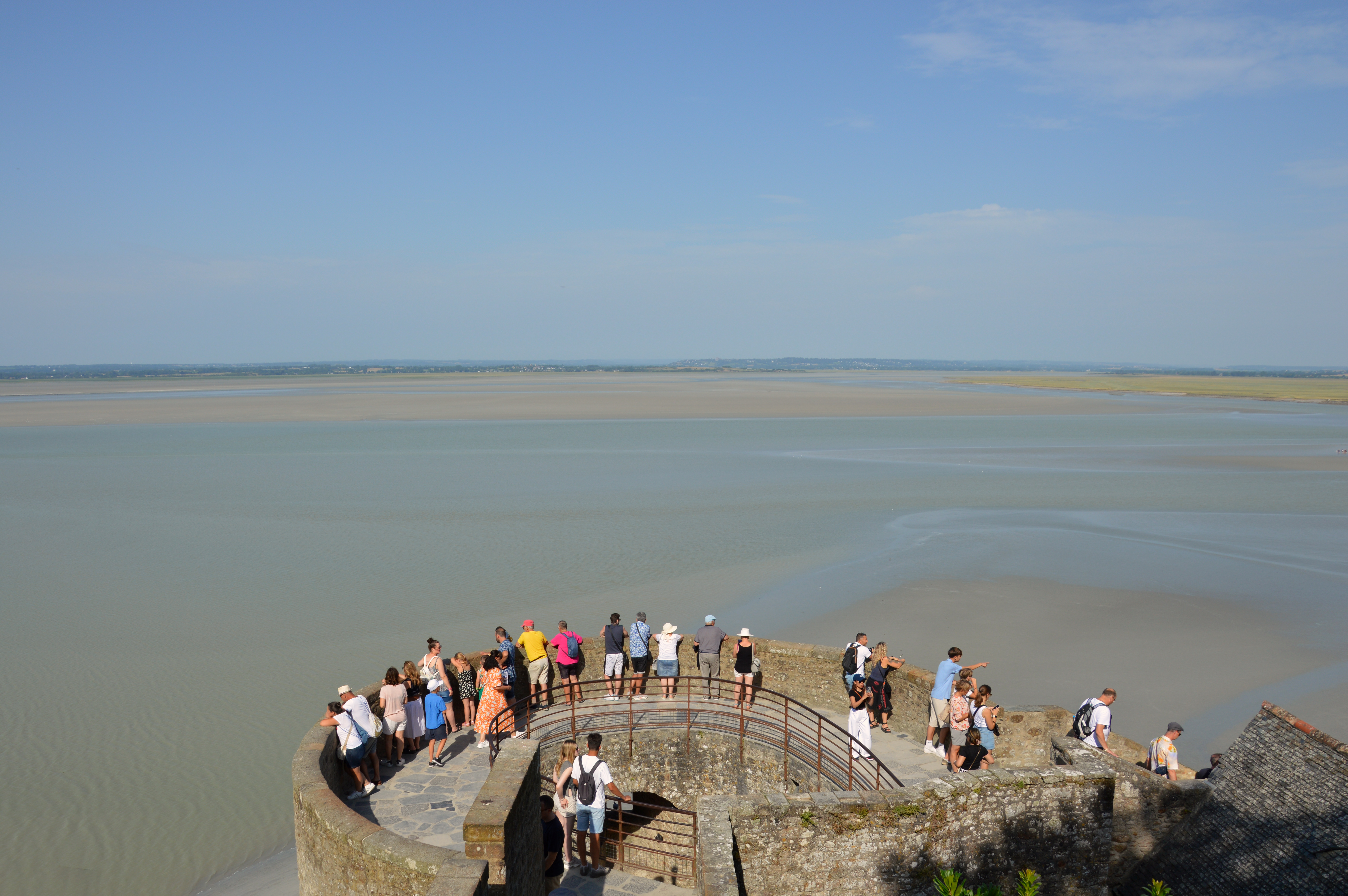
Francuski watt w Mont-Saint-Michel w czasie odpływu (2024)

Watt – pochodzące z języka starofryzyjskiego (wad = płytko) określenie szerokiej równi pływowej odsłanianej w czasie odpływu morza. Występują w strefie pływów, gdzie są sukcesywnie zamulane i zarastane przez roślinność bagienną. Watty o dużych powierzchniach znajdują się wzdłuż holenderskich, niemieckich i duńskich wybrzeży Morza Północnego, rozciągając się między stałym lądem a Wyspami Fryzyjskimi. Obszar ten, o szerokości do kilkunastu kilometrów, nosi nazwę Morza Wattowego.